# Bảng mẫu tự ngữ âm quốc tế

Bảng IPA chính thức năm 2020, đã qua sửa đổi.

Bảng mẫu tự ngữ âm quốc tế hay Bảng ký hiệu ngữ âm quốc tế (viết tắt IPA từ tiếng Anh: International Phonetic Alphabet) là hệ thống các ký hiệu ngữ âm được các nhà ngôn ngữ học tạo ra và sử dụng nhằm thể hiện các âm tiết trong mọi ngôn ngữ của nhân loại một cách chuẩn xác và riêng biệt. Nó được phát triển bởi Hội Ngữ âm Quốc tế (ban đầu là Hội Giáo viên Ngữ âm – Dhi Fonètik Tîtcez' Asóciécon) với mục đích trở thành tiêu chuẩn phiên âm cho mọi thứ tiếng trên thế giới.
Nguyên tắc của IPA nói chung là để cung cấp một ký hiệu độc nhất cho mỗi âm đoạn, trong khi tránh những đơn âm được viết bằng cách kết hợp hai mẫu tự khác nhau (như th và ph trong tiếng Việt) và tránh những trường hợp có hai cách đọc đối với cùng một cách viết. Theo nguyên tắc này, mỗi mẫu tự trong bảng chỉ có duy nhất một cách đọc và không phụ thuộc vào vị trí của nó trong từ. Do đó, hệ thống này đòi hỏi rất nhiều mẫu tự khác nhau. Để học cách sử dụng hệ thống này thường phải qua một khóa đào tạo chuyên sâu về IPA từ các trường Đại học lớn trên thế giới. Vì hệ thống âm khá nhiều và phức tạp. Các trường Đại học lớn ở Châu Âu như Đại học Marburg, Đại học Newcastle có dạy về IPA cho sinh viên chuyên ngành Ngôn ngữ học.

## Lịch sử
Năm 1886, một nhóm giáo viên tiếng Anh và tiếng Pháp, dẫn đầu bởi nhà ngôn ngữ học Paul Passy, đã hình thành nên thứ mà từ năm 1897 trở đi được biết đến là Hiệp hội ngữ âm quốc tế (tiếng Pháp: l'Association phonétique internationale). Ý tưởng về bảng chữ cái đã được đề xuất tới Passy từ Otto Jespersen. Nó đã được phát triển bởi Passy cùng với những thành viên khác của hiệp hội, nhưng chủ yếu là Daniel Jones.
Nguồn gốc của bảng chữ cái IPA được dựa trên bảng chữ cái dạng Rôma, cải cách chính tả tiếng Anh do Henry Sweet tạo ra, dựa trên bảng chữ cái Palaeotype của Alexander John Ellis, nhưng để có thể sử dụng cho các ngôn ngữ khác, giá trị của các ký hiệu được phép thay đổi tùy theo ngôn ngữ. Ví dụ, âm [ʃ] (đọc là sh trong shoe ở tiếng Anh) ban đầu được biểu diễn bằng chữ cái ⟨c⟩ cho tiếng Anh, nhưng với chữ ⟨x⟩ cho tiếng Pháp và tiếng Đức; với tiếng Đức, ⟨c⟩ được dùng để biểu thị âm [x] trong Bach. Với số lượng âm ngày càng tăng, điều này đã lộ ra những điểm không thực tế và vào năm 1888, giá trị của các chữ cái đã được thống nhất trên khắp các ngôn ngữ. Điều này sẽ cung cấp cơ sở cho tất cả các bản sửa đổi trong tương lai.
Kể từ khi được ra đời, bảng chữ cái IPA đã trải qua nhiều lần sửa đổi. Sau những lần sửa đổi và mở rộng thường xuyên từ thập niên 1890 đến thập niên 1940, bảng chữ cái IPA vẫn gần như giữ nguyên đến khi Công ước Kiel năm 1989 diễn ra vào năm 1989 thì đã cải tiến đáng kể bảng chữ cái. Một lần sửa đổi nhỏ hơn đã diễn ra vào năm 1993 với việc thêm lại các kí tự nguyên âm tròn giữa. Bảng chữ cái được sửa đổi lần cuối vào tháng 5 năm 2005 với việc bổ sung thêm một chữ cái cho âm vỗ môi-răng hữu thanh. Ngoài việc thêm và loại bỏ các ký tự, những thay đổi đối với bảng chữ cái IPA chủ yếu bao gồm đổi tên các ký hiệu và danh mục cũng như sửa đổi kiểu chữ.
Bảng mẫu tự ngữ âm quốc tế mở rộng cho Bệnh lý ngôn ngữ nói (extIPA) được ra đời năm 1990 và được chính thức thông qua bởi Hiệp hội Ngôn ngữ học và Ngữ âm lâm sàng quốc tế vào năm 1994.
Bảng chữ cái đã được sửa đổi đáng kể vào năm 2015.

## Ứng dụng
Bảng mẫu tự phiên âm quốc tế được ứng dụng trong việc học một ngôn ngữ mới về khả năng phát âm và khả năng nghe. Nó cũng được dùng trong việc huấn luyện giọng nói cho các diễn viên để có một giọng nói truyền cảm hoặc thay đổi giọng điệu của ngôn ngữ, ví dụ: tiếng Anh giọng Anh và tiếng Anh giọng Mỹ. IPA có thể giúp sử dụng khẩu hình miệng, môi, răng, lưỡi đúng vị trí và cách điều khiển dòng khí để tạo ra âm thanh chuẩn khi học ngoại ngữ. Ở Châu Âu, các trường đại học lớn như Đại học Marburg và Đại học NewCastle có dạy về IPA cho ngành Ngôn ngữ học.
Trong tiếng Anh chỉ có 26 ký tự chữ viết để kết hợp thành chữ viết, nhưng có tới 44 âm khác biệt kết hợp tạo thành ngôn ngữ nói. Chính vì vậy Bảng phiên âm tiếng Anh Phonetics ra đời để chuẩn hóa hệ thống phiên âm cho các từ điển. Bảng phiên âm tiếng Anh Phonetics dựa trên Bảng phiên âm quốc tế và có sự khác nhau giữa một số từ đối với tiếng Anh giọng Mỹ và tiếng Anh giọng Anh. Phiên âm tiếng Anh Phonetics là một cách tiếp cận nhanh chóng và phù hợp cho người học ngoại ngữ vì có thể phân biệt chính xác các âm và bắt chước lại giống y hệt.
| Bảng Unicode IPA mở rộng Official Unicode Consortium code chart: IPA Extensions Version 13.0 |   |   |   |   |   |   |   |   |   |   |   |   |   |   |   |   |
|                                                                                              | 0 | 1 | 2 | 3 | 4 | 5 | 6 | 7 | 8 | 9 | A | B | C | D | E | F |
| U+025x                                                                                       | ɐ | ɑ | ɒ | ɓ | ɔ | ɕ | ɖ | ɗ | ɘ | ə | ɚ | ɛ | ɜ | ɝ | ɞ | ɟ |
| U+026x                                                                                       | ɠ | ɡ | ɢ | ɣ | ɤ | ɥ | ɦ | ɧ | ɨ | ɩ | ɪ | ɫ | ɬ | ɭ | ɮ | ɯ |
| U+027x                                                                                       | ɰ | ɱ | ɲ | ɳ | ɴ | ɵ | ɶ | ɷ | ɸ | ɹ | ɺ | ɻ | ɼ | ɽ | ɾ | ɿ |
| U+028x                                                                                       | ʀ | ʁ | ʂ | ʃ | ʄ | ʅ | ʆ | ʇ | ʈ | ʉ | ʊ | ʋ | ʌ | ʍ | ʎ | ʏ |
| U+029x                                                                                       | ʐ | ʑ | ʒ | ʓ | ʔ | ʕ | ʖ | ʗ | ʘ | ʙ | ʚ | ʛ | ʜ | ʝ | ʞ | ʟ |
| U+02Ax                                                                                       | ʠ | ʡ | ʢ | ʣ | ʤ | ʥ | ʦ | ʧ | ʨ | ʩ | ʪ | ʫ | ʬ | ʭ | ʮ | ʯ |